# Gevangenis van Tadmoer
De gevangenis van Tadmoer (Arabisch: سجن تدمر) was een gevangenis in de Syrische stad Tadmoer, nabij de ruïnes van de antieke stad Palmyra. De gevangenis stond bekend om haar barre omstandigheden, mensenrechtenschendingen, martelingen en executies. Zij werd in mei 2015 opgeblazen door IS-strijders.

## Geschiedenis
Het oudste deel van de gevangenis werd gebouwd ten tijde van het Franse mandaat na de Eerste Wereldoorlog om te worden gebruikt als militaire barak. Nadat het complex werd overgedragen aan de Syrische autoriteit, ging het gebruikt worden als gevangenis. Het nieuwe deel werd gebouwd in de jaren 70.
In de jaren 80 van de twintigste eeuw werden in de gevangenis honderden gedetineerden gemarteld en vermoord. De gevangenis stond symbool voor de wreedheden van het regime van de toenmalige president Hafiz al-Assad. De gedetineerden waren niet alleen Syriërs maar ook Libanezen, Palestijnen, Jordaniërs en Irakezen.
De gevangenis werd gesloten in 2001, aan het begin van het presidentschap van Bashar al-Assad. Dit werd gezien als een poging om een van de bloedigste hoofdstukken van zijn vader af te sluiten. In 2011 werd de gevangenis heropend om honderden mensen die hadden deelgenomen aan de Syrische opstand gevangen te zetten.
De gevangenis werd op 30 mei 2015 opgeblazen door strijders van IS. De gevangenen waren al eerder naar andere gevangenissen in Syrië overgebracht.

## Bloedbad in de Tadmoer-gevangenis
Op 26 juni 1980, ten tijde van een grootschalige opstand onder leiding van de Moslimbroederschap van Syrië, landde bij een aanslag een granaat naast de voeten van president Hafez al-Assad. Hij reageerde snel en schopte de granaat weg. Een andere granaat doodde zijn lijfwacht toen die zich voor de president wierp om hem te redden. De aanslag werd naar verluidt uitgevoerd door een factie van de broederschap.
De volgende ochtend, op 27 juni, stuurde de broer van president Hafez, Rifaat al-Assad, commandant van de paramilitaire defensiebrigades, ongeveer zestig soldaten naar de gevangenis van Tadmoer, die destijds honderden leden en aanhangers van de Moslimbroederschap huisvestte. De soldaten werden verdeeld in eskaders, die de taak hadden elke gevangene die te zien was neer te schieten. Honderden gevangenen werden geëxecuteerd.